# 아이리버 울랄라 5
아이리버 울랄라 5(영어: iriver ULALA 5)는 2013년 4월 아이리버에서 출시한 보급형 구글 안드로이드 패블릿 스마트폰이다. 아이리버 울랄라의 후속 기종이자 해당 시리즈의 마지막 기종이다.

## 운영 체제
안드로이드 4.1 젤리빈을 사용하고 있으며,구글 AOSP 젤리빈과 흡사하다.

## 소프트웨어
DMB는 미지원이다. 하지만 FM 라디오가 그 자리를 차지하고 있다. UserInterface는 전체적으로 깔끔하고 단촐하다.

## 듀얼 USIM
가장 큰 특징인 듀얼 USIM 기능은 해외 출장이 잦은 직장인에게 가장 유용한 기능이다. 대한민국과 중국에서 사용하는 통신 기법의 USIM과 해외에서 사용하는 통신 기법의 USIM을 각각 사용하여, 해외 로밍 요금을 절약할 수 있다.

## 연혁
2013년 4월 : 제품 출시  대한민국

## 경쟁 기종
- 삼성 갤럭시 그랜드
- LG 옵티머스 L9
- 팬택 스카이 베가 S5 스페셜
- 팬택 스카이 베가 레이서 2 블링